# Witches of East End
Witches of East End (en español: Las brujas de East End) es una serie de televisión americana transmitida del 6 de octubre del 2013 hasta el 5 de octubre del 2014 por medio de la cadena Lifetime. La serie estuvo basada en las novelas homónimas de Melissa de la Cruz, Witches of East End. Además, contó con la participación invitada de los actores Matt Frewer, Ignacio Serricchio, Anthony Konechny, Neil Hopkins, Zak Santiago, entre otros...
El 4 de noviembre de 2014 se anunció que la cadena había cancelado la serie y esta no tendría una tercera temporada.

## Historia
La serie se centró en la vida de las Beauchamp, una familia de brujas, conformada por Joanna Beauchamp, su hermana Wendy Beauchamp (quien trabaja como dependiente de una tienda de vudú) y sus dos hijas Freya Beauchamp e Ingrid Beauchamp. Cuando Wendy regresa a la vida de Joanna, le dice que su vida y la de sus hijas están en peligro, por lo que Joanna se ve obligada a contarles a sus hijas sobre sus poderes. 
Por otro lado, Penelope Gardiner, la madre de Killian Gardiner y Dash Gardiner, les robó sus poderes cuando eran pequeños para hacerse más fuerte, pero cuando muere, ambos recuperan sus poderes y se revela que ella había sido la responsable de la amenazas a la familia Beauchamp, y que en realidad su verdadero nombre era Athena Browning, la hija de Archibald Browning, quien buscaba vengarse de Joanna por la muerte de su padre.
Cuando Victor, el exesposo de Joanna y padre de Freya, Frederick e Ingrid, reaparece en la vida de sus hijas le revela a Freya que su alma gemela desde la década de 1900 era un pianista llamado Henry (quien actualmente era Killian).
Durante el inicio de la segunda temporada, a la familia Beauchamp se les une el hermano gemelo de Freya, Frederick "Freddie" Beauchamp, quien les dice que ha escapado de la tiranía de su abuelo, el rey Nikolaus, mientras que Victor es asesinado por Ivar Zurka, para vengarse de Frederick, lo que deja a la familia destrozada. 
En el final de temporada se revela que Joanna y Wendy tienen una hermana llamada Helena; Wendy decide dar su última vida y salva a Tommy; Freya y Killian retoman su relación. Sin embargo, después de que Dash es encarcelado por sus crímenes, cambia su cuerpo con Killian. Ingrid descubre que está embarazada de Dash. Mientras, Frederick decide apoyar a su madre y hermanas, pero poco después es asesinado por Raven Moreau, quien en realidad resulta ser una cazadora de brujos.

## Personajes

### Personajes Principales
| Actor             | Personaje                     | Ocupación                | Título       | # de Episodios | Duración    |
| ----------------- | ----------------------------- | ------------------------ | ------------ | -------------- | ----------- |
| Julia Ormond      | Joanna Beauchamp              | Bruja / Maestra de Artes | "La Daga"    | 23             | 2013 - 2014 |
| Mädchen Amick     | Wendy Beauchamp               | Bruja                    | "El Puente"  | 23             | 2013 - 2014 |
| Jenna Dewan-Tatum | Freya Beauchamp               | Bruja / Camarera         | "La Viajera" | 23             | 2013 - 2014 |
| Rachel Boston     | Ingrid Beauchamp              | Bruja / Bibliotecaria    | "La Llave"   | 23             | 2013 - 2014 |
| Daniel Di Tomasso | Killian Gardiner              | Brujo / Barman           | —            | 16             | 2013 - 2014 |
| Eric Winter       | Dash Gardiner                 | Brujo / Doctor           | —            | 16             | 2013 - 2014 |
| Christian Cooke   | Frederick "Freddie" Beauchamp | Brujo                    | —            | 10             | 2014        |

### Personajes recurrentes
| Actor              | Personaje     | Ocupación                           | Episodios | Duración |
| ------------------ | ------------- | ----------------------------------- | --------- | -------- |
| Ignacio Serricchio | Tommy Cole    | Paramédico                          | 6         | 2014     |
| James Marsters     | Mason Tarkoff | Brujo                               | 4         | 2014     |
| Steven Berkoff     | Rey Nikolaus  | Brujo                               | 3         | 2014     |
| Michelle Hurd      | Alex          | Bruja                               | 2         | 2014     |
| Sarah Lancaster    | Raven Moreau  | Cazadora de brujas / Agente del FBI | 2         | 2014     |
| Zak Santiago       | Mathias       | Brujo                               | 2         | 2014     |
| Anna Van Hooft     | Caroline      | Científica ambiental                | 2         | 2014     |
| Rachel Nichols     | Isis Zurka    | Bruja                               | 1         | 2014     |
| Eddie McClintock   | Ronan         | Artista / Brujo                     | 1         | 2014     |

### Antiguos personajes
| Actor               | Personaje          | Ocupación                  | Episodios | Duración    | Estado | Causa                                                                 |
| ------------------- | ------------------ | -------------------------- | --------- | ----------- | ------ | --------------------------------------------------------------------- |
| Joel Gretsch        | Victor Beauchamp   | Profesor de Historia/Brujo | 4         | 2013 - 2014 | Muerto | asesinado por Ivar e Isis                                             |
| Anthony Konechny    | Mandragora         | Demonio/Criatura           | 4         | 2014        | Muerto | asesinado por Frederick por haber atacado a Ingrid & Wendy            |
| Tom Lenk            | Hudson Rafferty    | Bibliotecario              | 5         | 2013 - 2014 | Muerto | asesinado por el Mandrágora                                           |
| Callard Harris      | Ivar Zurka         | Brujo                      | 1         | 2014        | Muerto | asesinado por Frederick por haber secuestrado a su padre & a Freya    |
| Virginia Madsen     | Penelope Gardiner  | Bruja                      | 3         | 2013        | Muerta | asesinada por Wendy & Joanna al protegerse de ella                    |
| Anthony Lemke       | Harrison Welles    | Abogado / Brujo            | 3         | 2013        | Vivo   | —                                                                     |
| Freddie Prinze, Jr. | Leo Wingate        | Profesor de Entomología    | 2         | 2013        | Vivo   | —                                                                     |
| Matthew del Negro   | Archibald Browning | Brujo                      | 1         | 2013        | Muerto | acuchillado por Joanna para salvar a Wendy                            |
| Jason W. George     | Adam Noble         | Detective                  | 2         | 2013        | Muerto | sufrió un aneurisma cerebral a causa de un hechizo hecho por Ingrid   |
| Enver Gjokaj        | Mike               | Autor                      | 4         | 2013        | Muerto | destruido por una ráfaga de energía luego de que se abriera el portal |
| Steven Berkoff      | Rey Nikolaus       | Brujo                      | 4         | 2014        | Muerto | Asesinado por Joanna, Wendy, Freya e Ingrid con un hechizo            |
| Christian Cooke     | Frederick          | Brujo                      | 13        | 2014        | Muerto | Asesinado por Raven (Cazadora de brujas/Agente del FBI)               |
| Bianca Lawson       | Eva                | Bruja                      | 4         | 2014        | Muerta | murió luego de que su hechizo para no envejecer no resultara          |

## Episodios
La primera temporada transmitida en el 2013 estuvo conformada por 10 episodios. La segunda temporada estuvo conformada en el 2014 y contó con 13 episodios.

## Producción
La serie fue desarrollada por Maggie Friedman. La serie cuenta con la participación de los productores ejecutivos Maggie Friedman, Jonathan Kaplan, Erwin Stoff y Josh Reims. Como escritores productores Richard Hatem y Debra J. Fisher.
Al Septien como productor coejecutivo. Turi Meyer como escritor y coproductor. 
Originalmente el actor Patrick Heusinger interpretaría a Dash Gardiner sin embargo el papel finalmente se le fue otorgado al actor Eric Winter.
A finales del 2013 se anunció que la cadena había ordenado una segunda temporada la cual fue estrenada el 6 de julio de 2014.

### Emisiones en otros países
| País            | Cadena                 | Inicio                 | Finalización |
| --------------- | ---------------------- | ---------------------- | ------------ |
| Australia       | Eleven                 | 2014                   | —            |
| España          | Telecinco              | 7 de junio de 2014     | —            |
| México          | Lifetime Latinoamérica | 2014                   |              |
| Reino Unido     | Lifetime UK            | 5 de noviembre de 2013 | —            |
| Quebec - Canadá | Ztélé                  | 26 de agosto de 2014   | —            |